# Kleinkastell Kleindeinbach
Das Kleinkastell Kleindeinbach war ein römisches Militärlager, das heute auf der alten Flur „Schlößle“ nordöstlich des Dorfes Kleindeinbach, ein Ortsteil von Großdeinbach, Stadtteil von Schwäbisch Gmünd, im Ostalbkreis in Baden-Württemberg liegt. Es wurde in Verbindung mit dem rund 45 Meter nördlich entlanglaufenden Rätischen Limes errichtet, der 2005 zum UNESCO-Weltkulturerbe erhobenen worden ist. Die kleine Anlage war zugleich ein Grenzkastell zwischen den römischen Provinzen Germania superior und Raetia.

## Lage

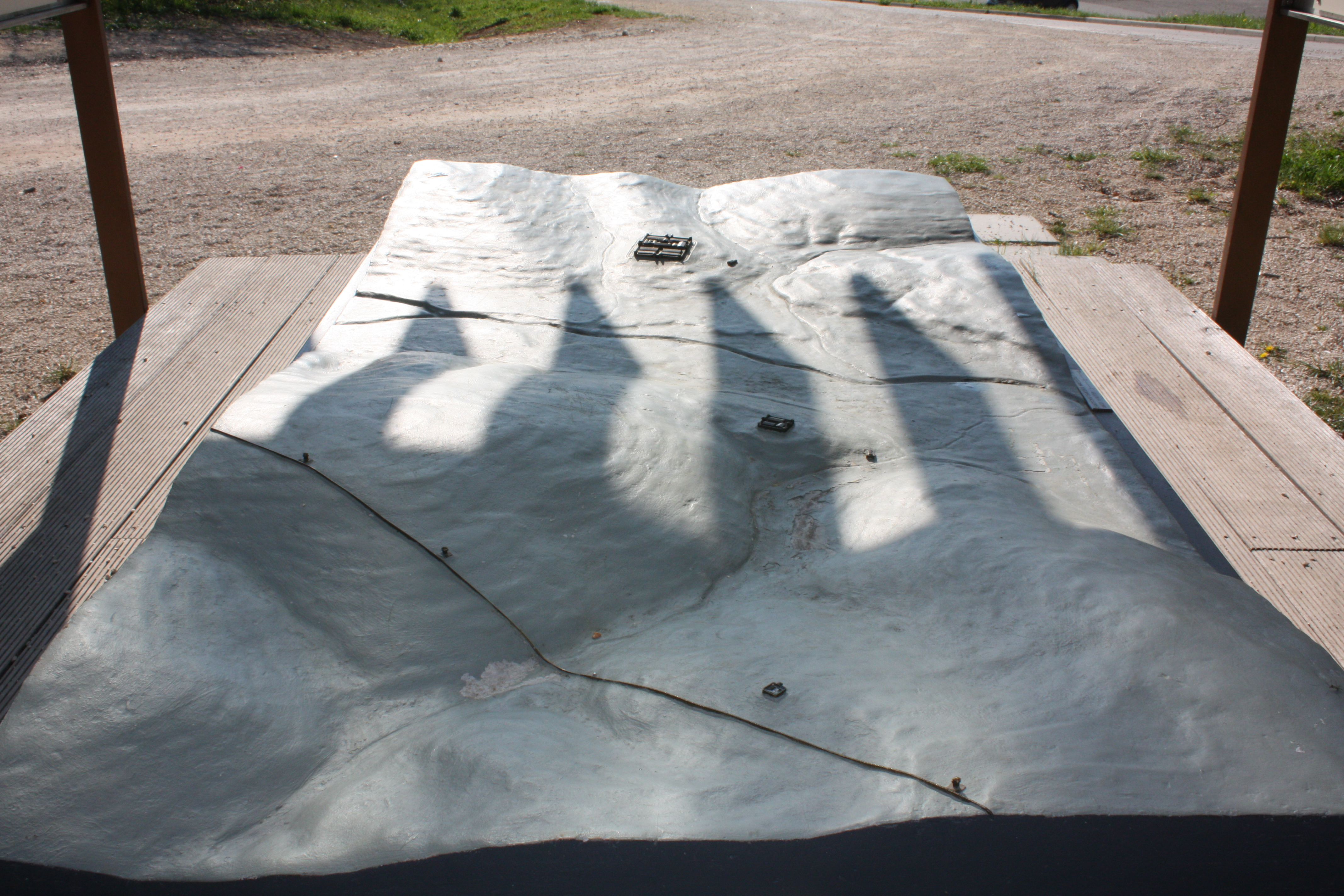
Landschaftsmodell mit dem Kastell Schirenhof im oberen Bildbereich, dem Kleinkastell Freimühle in der Bildmitte und dem Kleinkastell Kleindeinbach mit dem Limes am unteren Bildrand

Das von der Reichs-Limeskommission (RLK) mit der Bezeichnung „Wp 12/22“ genannte, Kleinkastell liegt knapp hinter der hier fast genau in südöstliche Richtung laufenden hölzernen Palisade des Limes. Aus dieser Grenzbefestigung oder einer kurz dahinterliegenden Brücke stammt Holz, das höchstwahrscheinlich bereits 164 n. Chr. verbaut worden ist. Dieser Befund deckt sich mit der Palisade aus Schwabsberg, die sich in die Jahre 165/166 n. Chr. datieren lässt. Die römischen Erbauer haben die kleine Befestigung in der mittleren Hälfte des Rotenbachtaler Westhanges auf einer leicht hervorspringenden Hangzunge errichtet. Von hier aus bestand die Möglichkeit, einen Limesabschnitt, die Provinzgrenze im Rotenbachtal und den in dieses Tal absteigenden und auf der gegenüberliegenden Seite wieder hinaufwandernden Limes zu beobachten. Die Kastellbesatzung konnte mit dem über ihnen gelegenen westlichen Limesturm Wp 12/21 sowie mit dem auf dem Osthang liegenden Turm Wp 12/23 Kontakt aufzunehmen; zudem war auch das rund zwei Kilometer südöstlich gelegene Kohortenkastell Schirenhof einzusehen, was für einen direkten Signalaustausch, der auch über das weiter unten gelegene Kleinkastell Freimühle erfolgen konnte, beste Voraussetzungen bot.

## Forschungsgeschichte
Das Wissen um eine alte befestigte Stelle ist wohl nie ganz verloren gegangen, wie der alte Flurname „Bürschel“ (süddeutsch für Burgstall), auf dem das Kleinkastell Kleindeinbach liegt, bezeugt. Zu Beginn des 19. Jahrhunderts wurde das bis dahin noch teilweise erhaltene aufgehende Mauerwerk der Befestigung, die auch als „Schlößle“ bekannt war, vollkommen geschleift. In den Jahren 1888 und 1892 untersuchten Ernst von Herzog und Major Heinrich Steimle die Befestigung im Auftrag der RLK.

## Baugeschichte

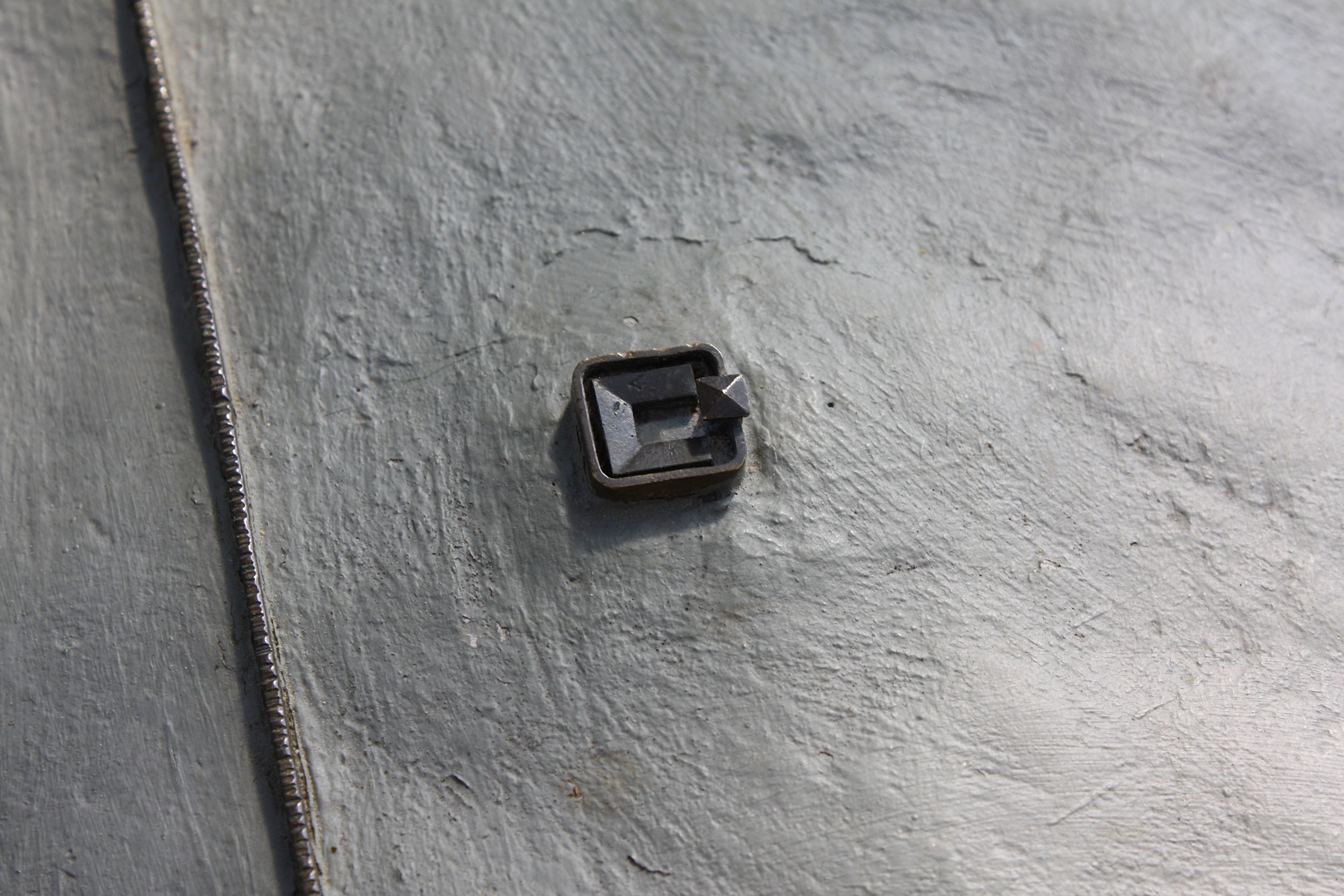
Plastische Darstellung des Kleinkastells und des Limesverlaufs

Bei den Grabungen an der 24,90 × 24,90 Meter großen, quadratischen Anlage aus anstehenden Liassandsteinen wurde eine 1,25 m breite Umfassungsmauer mit abgerundeten Ecken freigelegt. Es konnte festgestellt werden, dass es nur einen einspurigen Einlass in der Mitte der Südseite, dem rund 45 Meter nördlich liegenden Limes abgewandt, gegeben hat. Dieter Planck vermutete, dass diese Anlage dem wesentlich besser erforschtem Typus Rötelsee angehört hat.
Man geht davon aus, dass die kleine Fortifikation für zehn bis zwanzig Soldaten ausgelegt war. Da das Kleinkastell Kleindeinbach die östlichste Befestigungsanlage der römischen Provinz Germania superior war, wurde spekuliert, ob die Besatzung nicht eher aus dem westlich gelegenen Kastell Lorch hierher abkommandiert worden ist.
Das Grenzgebiet von Germania superior und Raetia ist im Limesbereich ungewöhnlich dicht mit römischen Militärstützpunkten belegt. Auch die Nähe der Kohortenkastelle Lorch am Rand der Provinz Germania superior und Schirenhof in Raetia scheinen diesen Eindruck zu bestätigen. Vielleicht wird hier ein gewisses eigenständiges Handeln der für die Provinzverwaltung Verantwortlichen sichtbar. Besonders der nur in Raetia durchgeführte Ausbau der Reichsgrenze in Stein könnte hierfür ein Beleg sein.

## Limesverlauf zwischen den Kleinkastellen Kleindeinbach und Freimühle
| ORL      | Name/Ort                   | Beschreibung/Zustand |
| -------- | -------------------------- | --- |
| Wp 12/21 |                            | Turmstelle nicht sichtbar. |
| Wp 12/22 | Kleinkastell Kleindeinbach | siehe oben |
|          | Provinzgrenze              | Wenige Meter östlich des Kleinkastells Kleindeinbach fällt der Westhang ins Rotenbachtal ab. 90 Meter westlich des Rotenbachs liegt der Beginn der Rätischen Mauer und der Provinz Raetia. Während in der Provinz Germania superior die Reichsgrenze mit einer hölzernen Palisade bzw. später mit Wall und Graben angezeigt wurde, leistete sich Rätien eine rund drei Meter hohe und rund 1,2 Meter breite weiß verputzte Steinmauer, bei der mit roten Fugenstrichen Quadermauerwerk vorgetäuscht worden ist. Diese Mauer reichte bis zur Donau. Im Auftrag der Reichs-Limeskommission fand Steimle im Mai 1895 an diesem Platz das Oberteil eines großen Altars aus dem anstehenden Stubensandstein. Das Bruchstück ist 66 Zentimeter hoch, 86 Zentimeter breit und 44 Zentimeter stark. Über seinem mehrfach getreppten Gesims sind auf der Stirnfläche vier Rosetten zu sehen, unter dem Gesims ist keine Inschrift erkennbar; die dort sichtbaren strahlenförmigen Rinnen stammen wohl aus nachrömischer Zeit und könnten beim Werkzeugschleifen, vielleicht durch Holzfäller, entstanden sein. Man nimmt an, dass der Altar farbig gestaltet war und auch die fehlende Inschrift, möglicherweise zu Ehren der Fines, der Grenzgottheiten, aufgemalt gewesen sei. Eine solche Inschrift ist bei Vinxtbach an der Provinzgrenze zwischen Germania superior und Germania inferior aufgefunden worden. Das Rotenbachtaler Bruchstück befindet sich heute im Limesmuseum Aalen. 1983 fand an dieser Stelle nochmals eine kleine Grabung statt. Danach veranlasste die Stadt Schwäbisch Gmünd, den aus Liassandsteinen bestehenden Maueranfang sichtbar zu konservieren. |
|          | Rotenbacher Talgrund       | Von besonderer Bedeutung für die Datierung der Reichsgrenze waren Grabungen im Rotenbacher Talgrund, die 1977 und 1983 im Zusammenhang mit dem Bau einer Kanalisation und eines Feldweges durchgeführt wurden. Der Bach selber hat seit der Antike mehrfach seinen Lauf gewechselt, daher standen die heute noch im Bach sichtbaren Limesmauerreste in der Antike wahrscheinlich auf dem Trockenen. Die Archäologen konnten Eichenstämme mit bis zu 0,55 Meter Durchmesser bergen, die entweder von der älteren raetischen Holzpalisade oder von einer kurz dahinter liegenden Bachbrücke stammen, bergen. Dendrochronologische Abgleichungen des Botanischen Instituts der Universität Stuttgart-Hohenheim unter Bernd Becker (1940–1994) ergaben, dass alle Stämme im Winter 163/164 geschlagen worden sind, wodurch das Baujahr der Palisade in das Jahr 164 n. Chr. fällt. Dieses Datum trifft sich mit anderen Untersuchungen am römischen Grenzzaun, was den einheitlichen Aufbau der Anlage bestätigt. So wurden die 1969 und 1974 in Schwabsberg gewonnenen Proben von den beiden Dendrochronologen Ernst Hollstein (1975) und Becker (1976) auf das Jahr 165 n. Chr. datiert. Die Rätische Mauer zieht vom Rotenbacher Talgrund den Osthang des Tales hinauf und wurde in diesem Bereich aufgrund der Abschüssigkeit des Geländes mit rückwärtigen Stützpfeilern verstärkt. Nach Bau des Feldwegs hat die Stadt Schwäbisch Gmünd östlich davon die Rätische Mauer als befestigtes Profil wiederhergerichtet. |
| KK       | Kleinkastell Freimühle     | → Hauptartikel : Kleinkastell Freimühle [ 13 ] |

## Denkmalschutz
Das Kleinkastell Kleindeinbach und die erwähnten Bodendenkmale sind als Abschnitt des Obergermanisch-Rätischen Limes seit 2005 Teil des UNESCO-Welterbes. Außerdem sind die Anlagen Kulturdenkmale nach dem Denkmalschutzgesetz des Landes Baden-Württemberg (DSchG). Nachforschungen und gezieltes Sammeln von Funden sind genehmigungspflichtig, Zufallsfunde an die Denkmalbehörden zu melden.